# Neomycet
Als einen Neomyceten (Plur. die Neomyceten) bezeichnet man einen neobiotischen Pilz, d. h. der mit direkter oder indirekter menschlicher Unterstützung nach 1492 in ein Gebiet gelangte, in dem er zuvor nicht heimisch war oder der dort unter anthropogenem Einfluss entstanden ist.
1492 gilt als zeitliche Trennlinie zwischen Archäomyceten und Neomyceten, weil mit dem Anlegen der Santa Maria auf den Antillen ein weltumspannender Austausch von Menschen und Gütern begann, der in seiner Dimension ohne historische Vorbilder ist. Manche Autoren ziehen die Grenze allerdings nicht bei 1492, sondern bei 1500, ohne dass sich daraus allerdings unterschiedliche Zuordnungen von eingeführten Pilzen in Archäomyceten und Neomyceten ergeben. Von dieser Aufhebung von räumlich trennenden Barrieren waren vor allem Afrika, Amerika, Asien und Europa betroffen. Für Australien und Neuseeland verwenden Autoren gelegentlich den Beginn der Kolonisierung als Trennlinien zwischen Neu- und Altankömmlingen.

## Situation nach Ländern

### Neomyceten in der Schweiz
Bis 2016 wurden in der Schweiz 283 Pilzarten als Neomyceten identifiziert. Stand 2021 wurden 298 gebietsfremde Pilzarten in der Schweiz nachgewiesen, darunter 19 invasive. Die tatsächliche Anzahl dürfte deutlich höher liegen, denn es kommen laufend neue hinzu und viele bleiben lange unentdeckt oder unerkannt, zum Beispiel weil sie schwer nachweisbar oder schwer zu bestimmen sind. Unter anderem wurden folgende nachgewiesen:
- Batrachochytrium dendrobatidis (Chytridpilz) und Batrachochytrium salamandrivorans, Auslöser der Chytridiomykose (Amphibiensterben).[3]
- Clathrus archeri (Tintenfischpilz), ein als harmlos eingestufter Pilz.[3]
- Ceratocystis ulmi (Holländische Ulmenkrankheit), ein Auslöser des Ulmensterbens.[4]
- Cryphonectria parasitica, ein Auslöser des Kastanienrindenkrebs[3]
- Hymenoscyphus fraxineus (Falsches Weißes Stängelbecherchen), ein Auslöser des Eschentriebsterbens.[3]
- Paralepistopsis amoenolens (Parfümierter Trichterling), ein giftiger Pilz der mit Speisepilzen verwechselt werden kann.[3]
- Phytophthora infestans (Kartoffelfäule), ein langjährig bekannter Schadpilz.[3]

## Bekannte Arten
- Chytridpilz (Batrachochytrium dendrobatidis)
- Echter Mehltau (Uncinula necator)
- Tintenfischpilz (Clathrus archeri)
- Vornehme Hundsrute (Mutinus elegans)